# Haematopota veigasimonis
Haematopota veigasimonis är en tvåvingeart som beskrevs av Travassos Dias 1966. Haematopota veigasimonis ingår i släktet Haematopota och familjen bromsar.
Artens utbredningsområde är Moçambique. Inga underarter finns listade i Catalogue of Life.